# 13일의 금요일: 더 게임
《13일의 금요일: 더 게임》(Friday the 13th: The Game)은 IllFonic이 개발하고 건 미디어가 배급한 서바이벌 호러 비디오 게임이다. 워너브라더스 소유의 동명의 영화에 기반을 둔다.
2017년 5월 26일에 디지털 릴리스로 출시되었으며 이후 2017년 10월 13일 마이크로소프트 윈도우, 플레이스테이션 4, 엑스박스 원, 닌텐도 스위치 용으로 별도 출시되었다.

## 게임플레이
《13일의 금요일: 더 게임》은 절반이 오픈 월드인 3인칭 서바이버 호러 게임으로, 배경은 13일의 금요일의 가공의 크리스털 호 주변의 캠프장이다. 1980년대 중순을 배경으로 한다.
최대 8명이 한 게임에서 플레이할 수 있는 비대칭 다인용 비디오 게임이다.
2017년 10월 27일, 건은 파라노이아라는 이름의 새로운 게임 모드의 트레일러를 출시했다.

## 평가
| 통합 점수      | 통합 점수                              |
| 통합사         | 점수                                   |
| -------------- | -------------------------------------- |
| 메타크리틱     | (PC) 61/100 (PS4) 61/100 (XONE) 53/100 |
| 평론 점수      |                                        |
| 평론사         | 점수                                   |
| 디스트럭토이드 | 6.5/10                                 |
| 게임 인포머    | 6/10                                   |
| 게임 레볼루션  | [ 11 ]                                 |
| 게임스팟       | 4/10                                   |
| IGN            | 6.9/10                                 |
| PC 게이머 (US) | 75/100                                 |
| 폴리곤         | 4/10                                   |

| 수상                               | 수상                               |
| 평론사                             | 수상                               |
| ---------------------------------- | ---------------------------------- |
| 35th Annual Golden Joystick Awards | Best Indie Game                    |
| IGN Best of 2017 Awards            | Best Multiplayer (People's Choice) |